# 高压电线
高压电线，简称高压线，是一種主要用作電力傳輸的電線，一般基於避免電力損耗，均會採用高壓電的傳輸方式，而根据電力的輸送範圍而作電壓上的調整。
交流電輸電系統的電壓可達至800kV。加拿大魁北克建有大規範商業運行的735/765kV輸電系統，總長度超過32,000公里，把水電輸往加拿大及美國東北部。

## 电压等级
在電力生產工業，電壓按以下範圍分級：
- 低電壓：少於1kV，常用於住宅間或小型商業住戶到公用事業的配电線；
- 中電壓（分配）：在1kV到33kV之間，用於市區及郊區的電力分配；
- 高電壓（傳輸）：高於33kV，低於230kV
- 超高電壓（傳輸）：高於230kV，低於800kV，用於長距離及高效能的傳送。
- 特高電壓（傳輸）：高於800kV。

目前中国大陆的高压供电线路等级有：3kV；6kV；10kV；35kV；110kV；220kV；330kV；500kV；750kV；1000kV，頻率50 Hz，香港為：11kV；22kV；33kV；132kV；275kV；400kV，頻率50Hz，澳門為：11kV；66kV；110kV；220kV，頻率50Hz。台灣使用的高壓輸電線路電壓為：69kV、161kV、345kV，配電電壓為11.4kV、22.8kV，頻率60Hz。
美國使用的高壓輸電線路電壓為：115kV、138kV、161kV、230kV、345kV、500kV及765kV，配電電壓為34kV、46kV及69kV，頻率60Hz。
日本使用的高壓輸電電壓為22kV、33kV、66kV、77kV、110kV、154kV、187kV、275kV、500kV，配電電壓為6.6kV，頻率西日本為60Hz，東日本為50Hz。
韓國使用的高壓輸電電壓為66kV、154kV、345kV、765kV，頻率為60Hz。

## 迴路

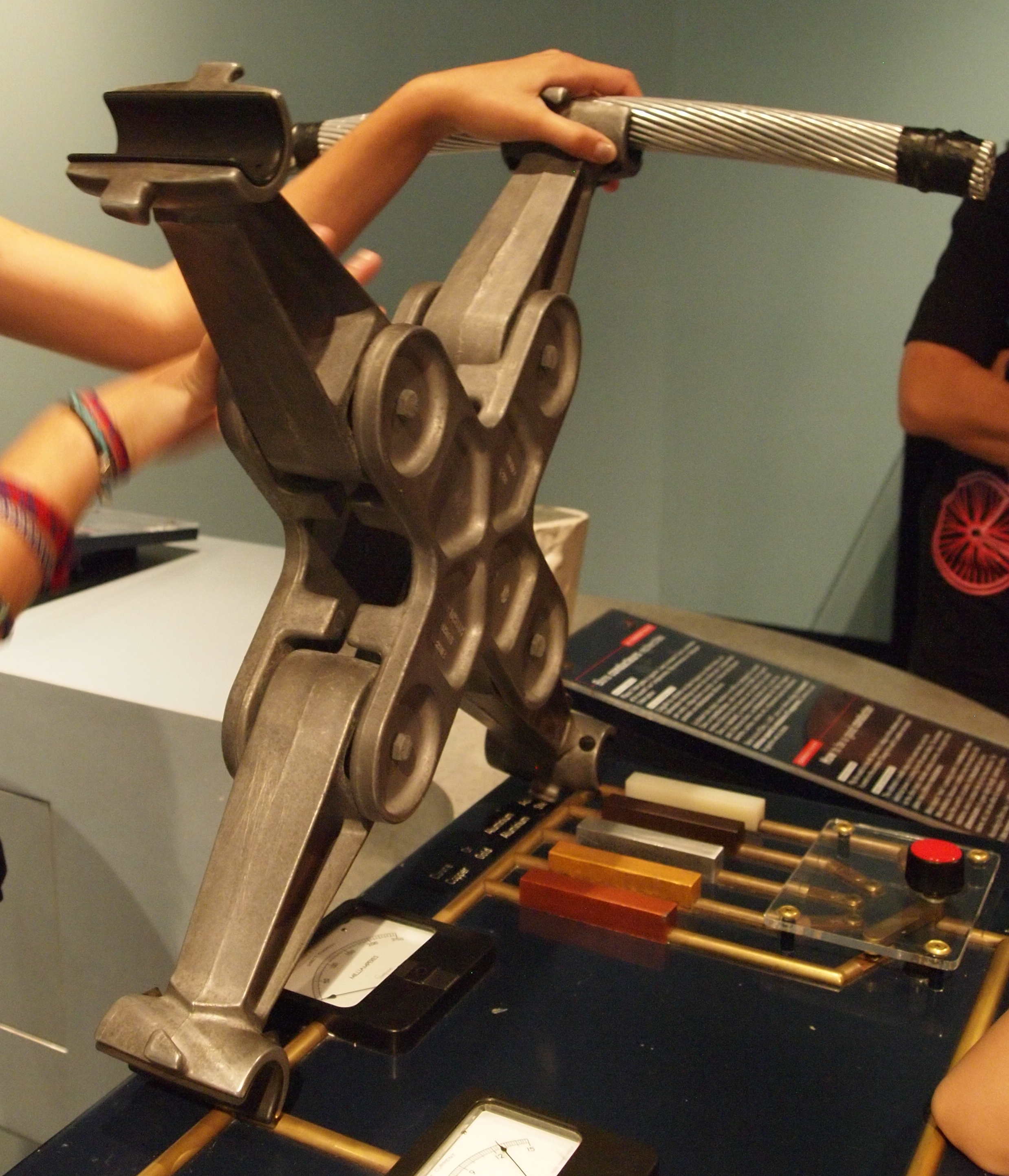
導線束

電塔最頂的導體是接地，用於保護下面的迴路免受雷電擊中。
對於三相電，一個迴路需要三個導體。每個導體通常有二到四條導線。

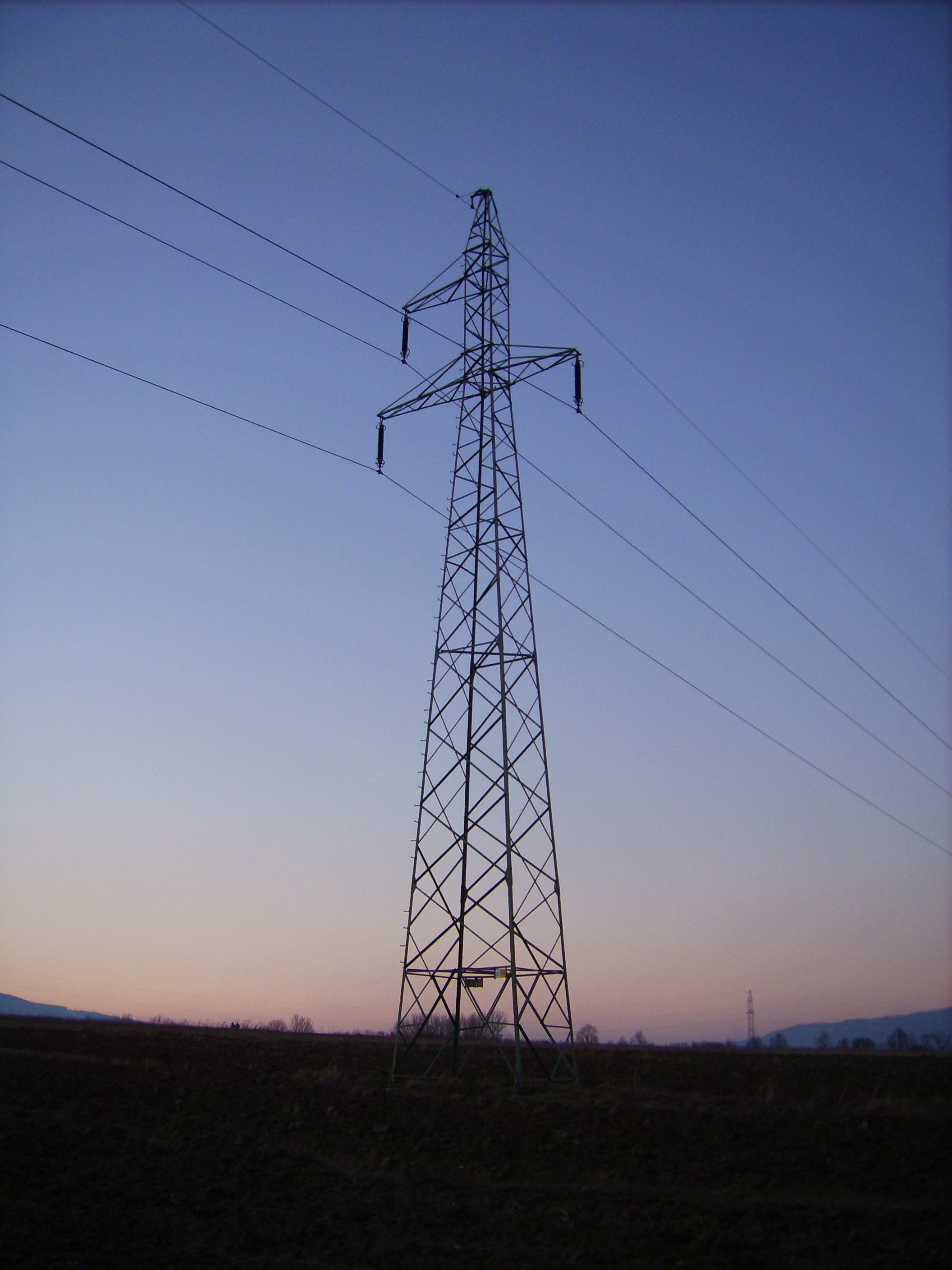
單迴路
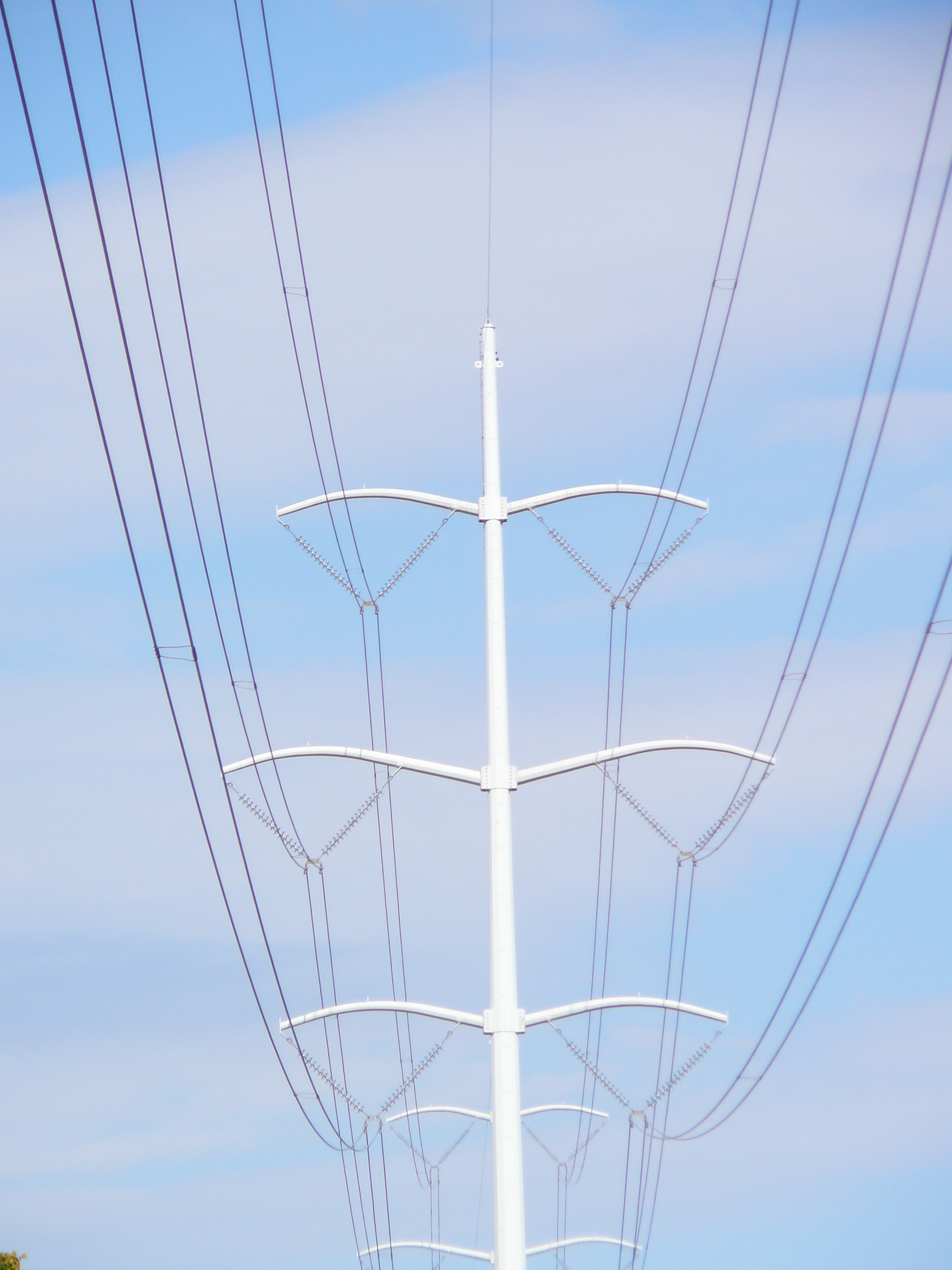
雙迴路
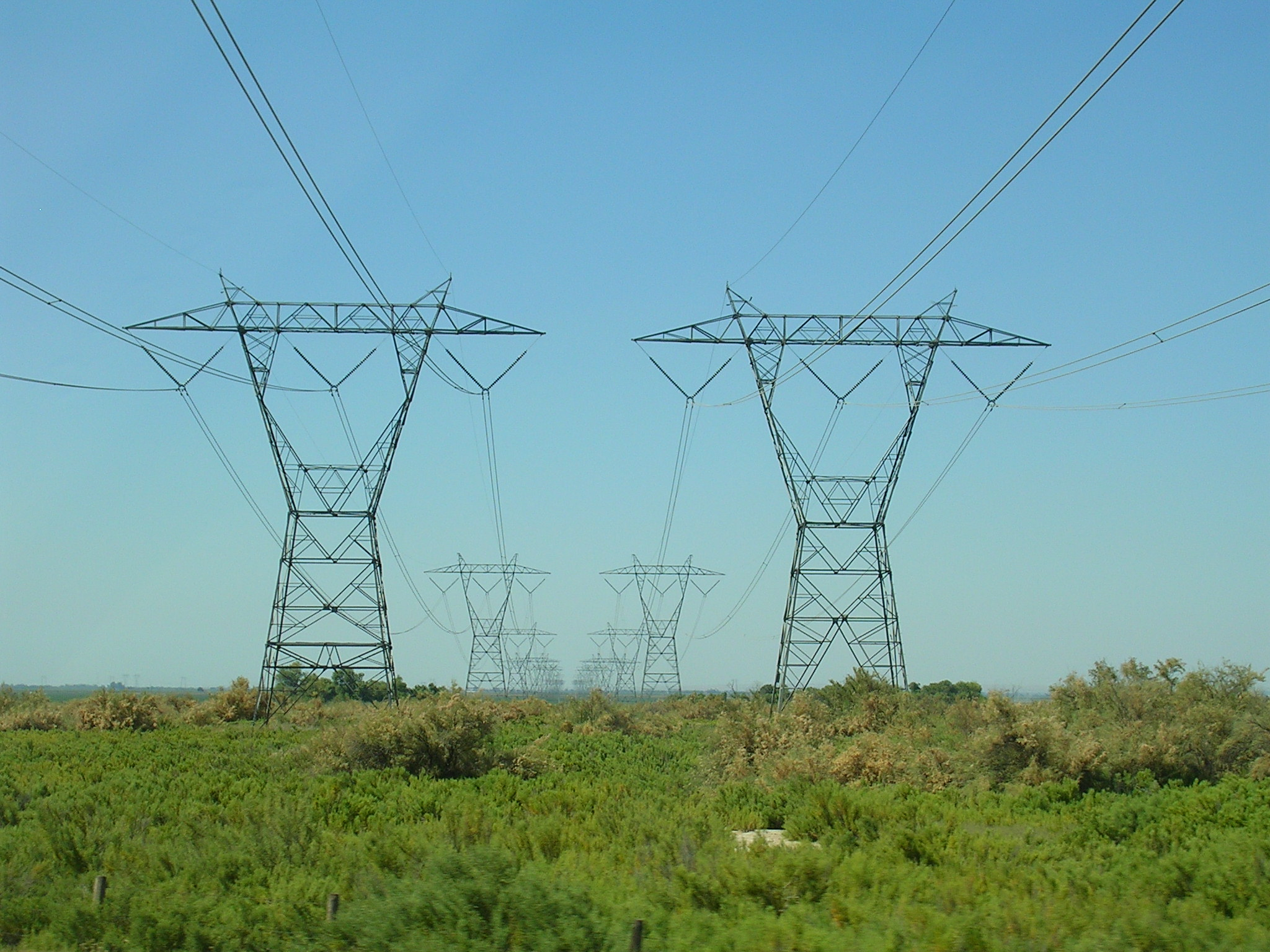
平行單迴路
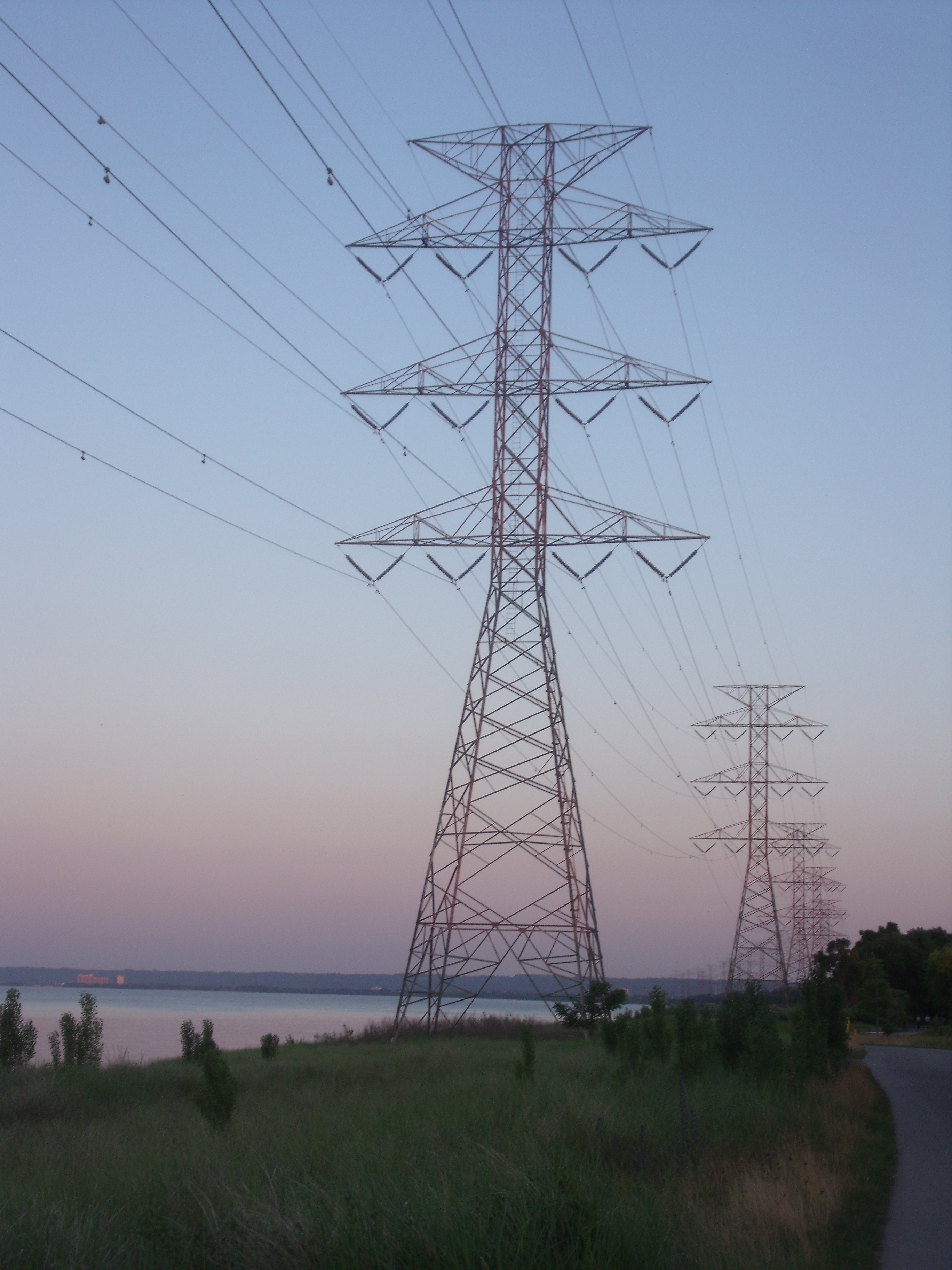
四迴路

### 高壓直流電纜
用於高壓直流輸電傳輸的高壓電纜與交流電纜具有相同的結構，但物理特性和測試要求不同。在這種情況下，半導體層的光滑度至關重要。絕緣體的清潔仍然至關重要。半導體材料可以是帶有炭黑的塑膠XLPE（交聯聚乙烯）。
許多HVDC電纜用於直流海底電力電纜，因為距離超約100公里時就無法再使用交流電。截至2021年，最長的海底電纜是挪威和英國之間的北海連接線，長720（447.387英里）。

## 外部連結
- Tan delta measurement of medium- and high-voltage cables 的存檔，存档日期2013-04-12.
- Partial discharge measurement to detect and locate electrical trees 的存檔，存档日期2011-03-24.
- On-site AC Withstand test for 200kV High Voltage Cable （页面存档备份，存于）